# سی و چهارمین دوره جوایز تمشک طلایی
مراسم سی و چهارمین دوره جوایز تمشک طلایی (انگلیسی: 34th Golden Raspberry Awards)
۱ مارس در لس آنجلس برگزار شد.

## Winners and nominees

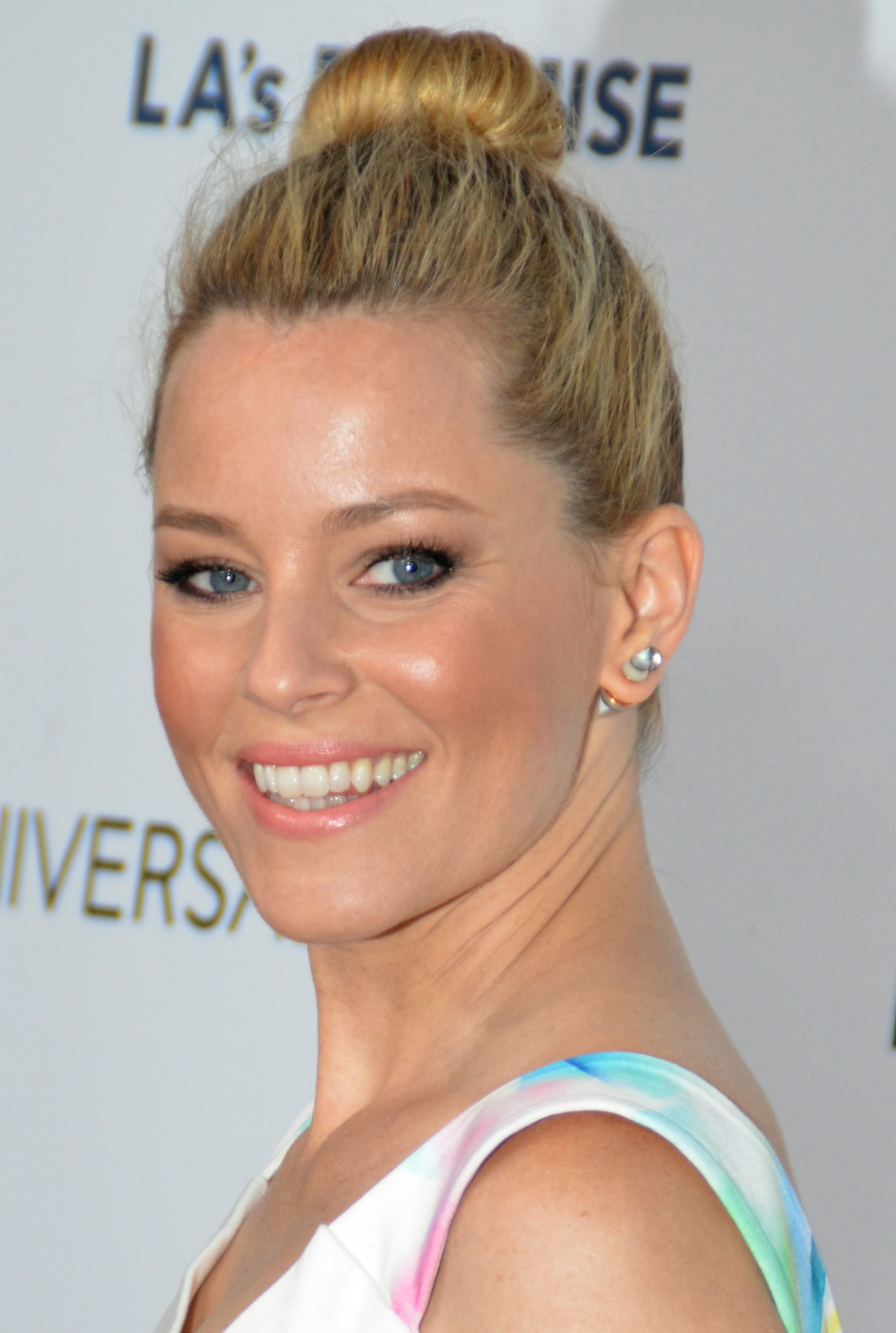
الیزابت بنکس, Worst Director co-winner

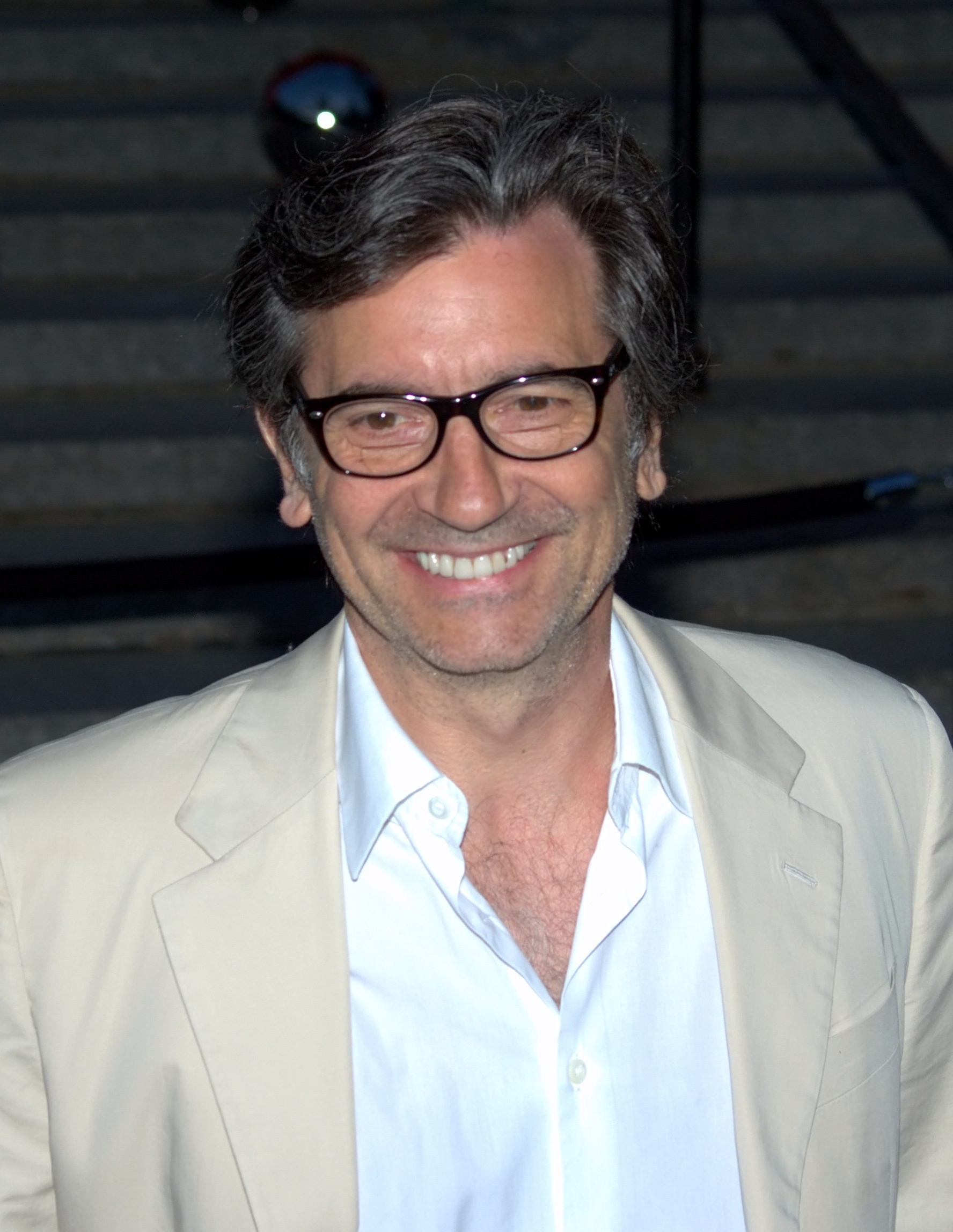
گریفین دان, Worst Director co-winner

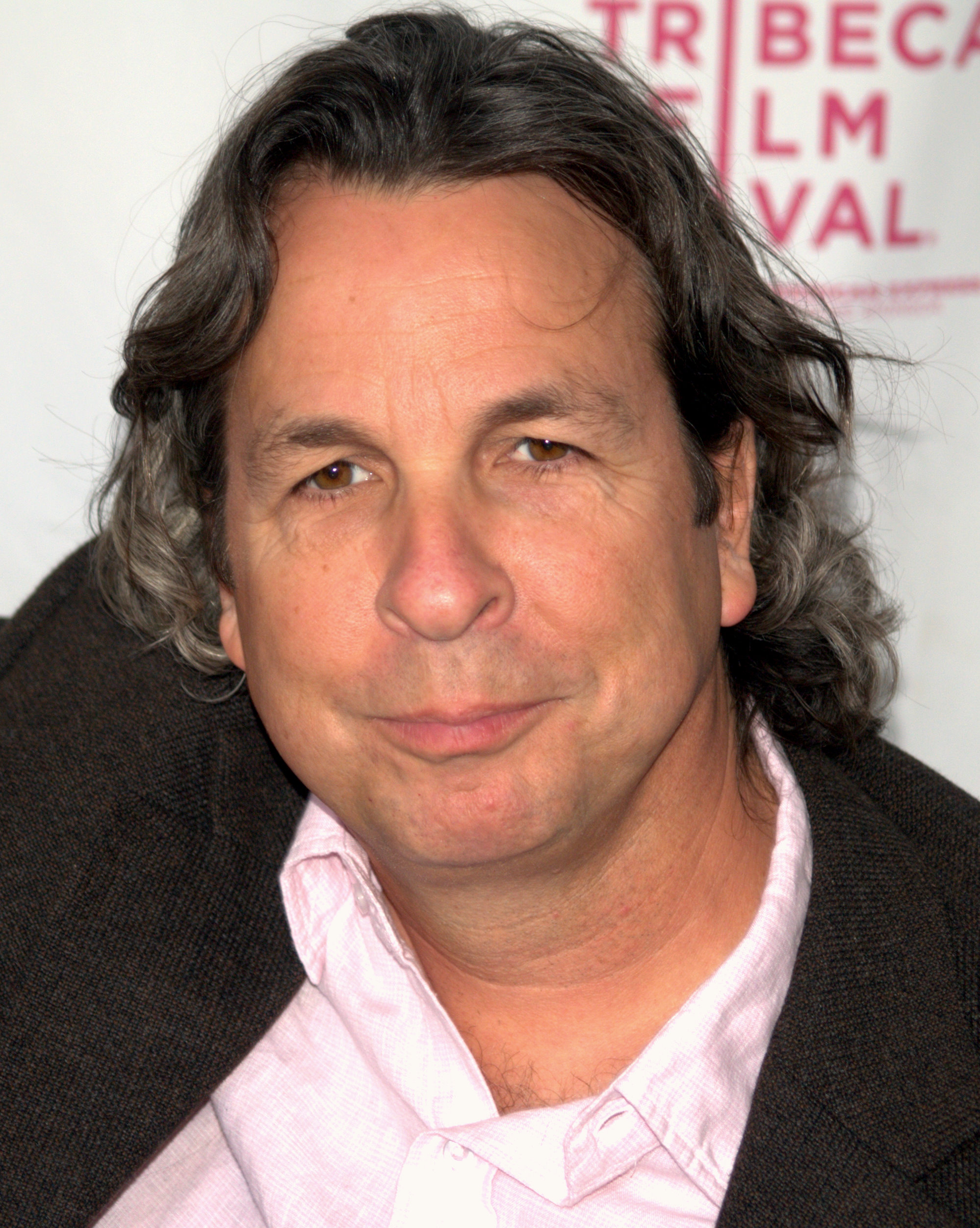
پیتر فارلی, Worst Director co-winner

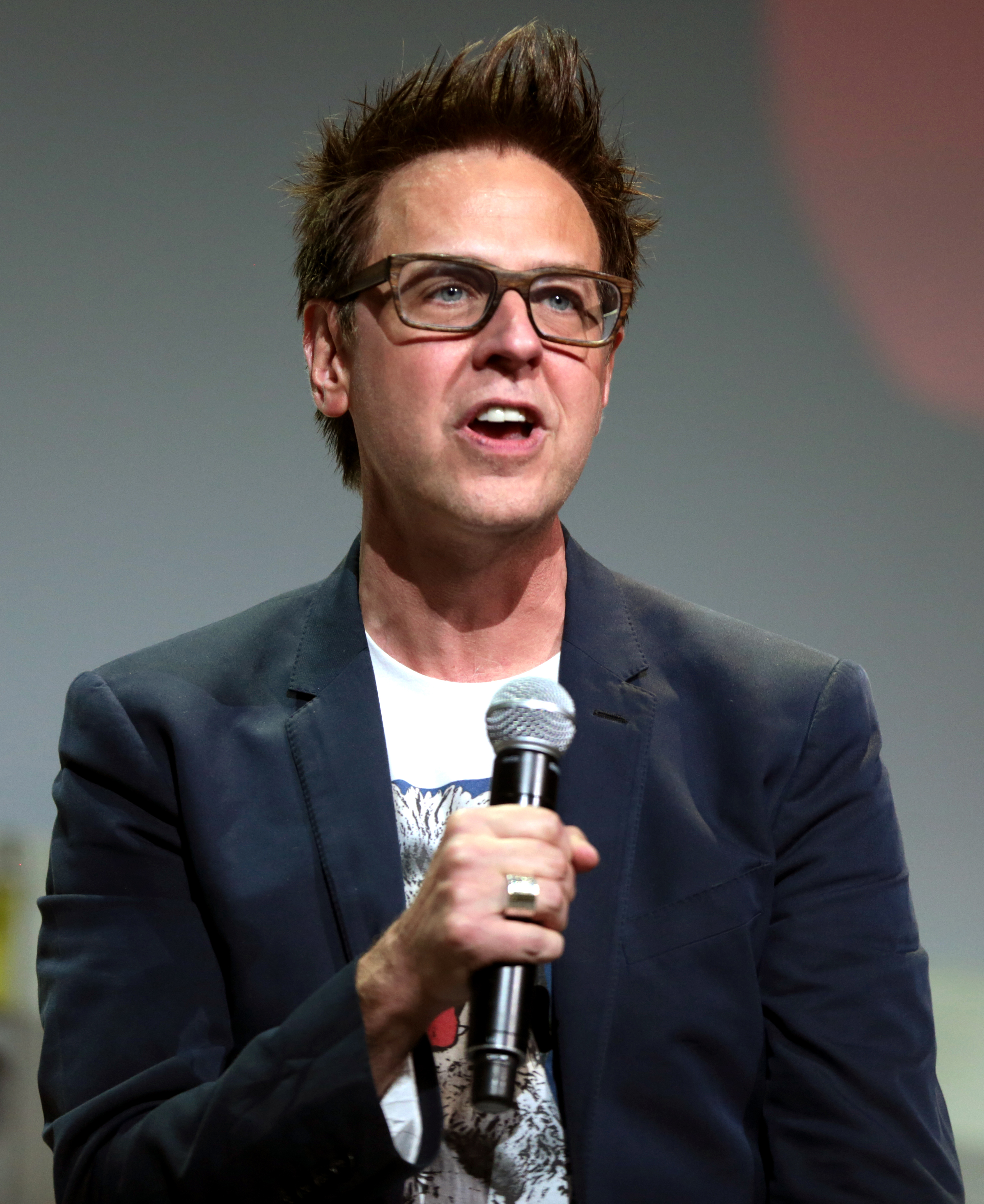
جیمز گان, Worst Director and Worst Screenplay co-winner

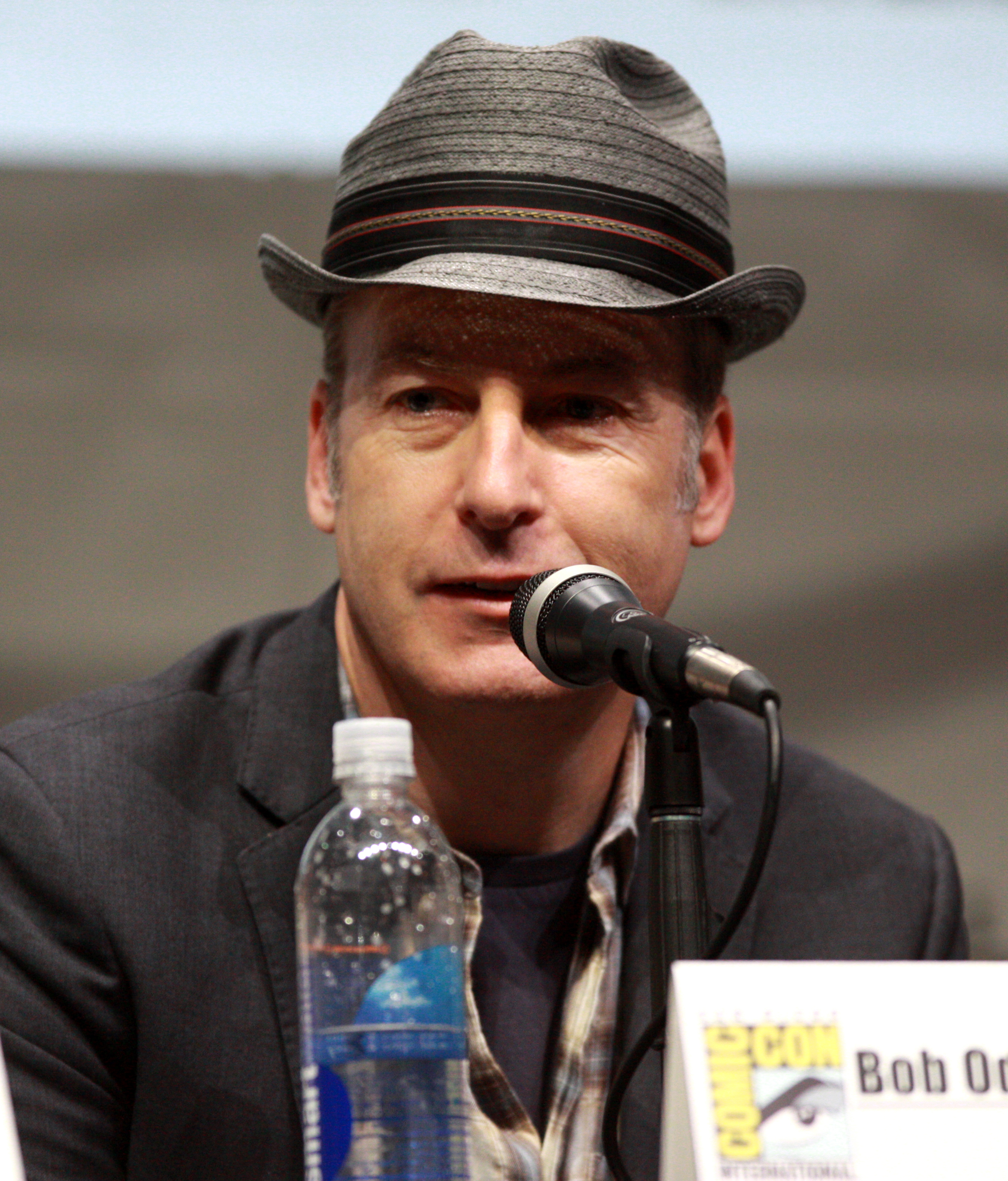
باب ادنکیرک, Worst Director and Worst Screenplay co-winner

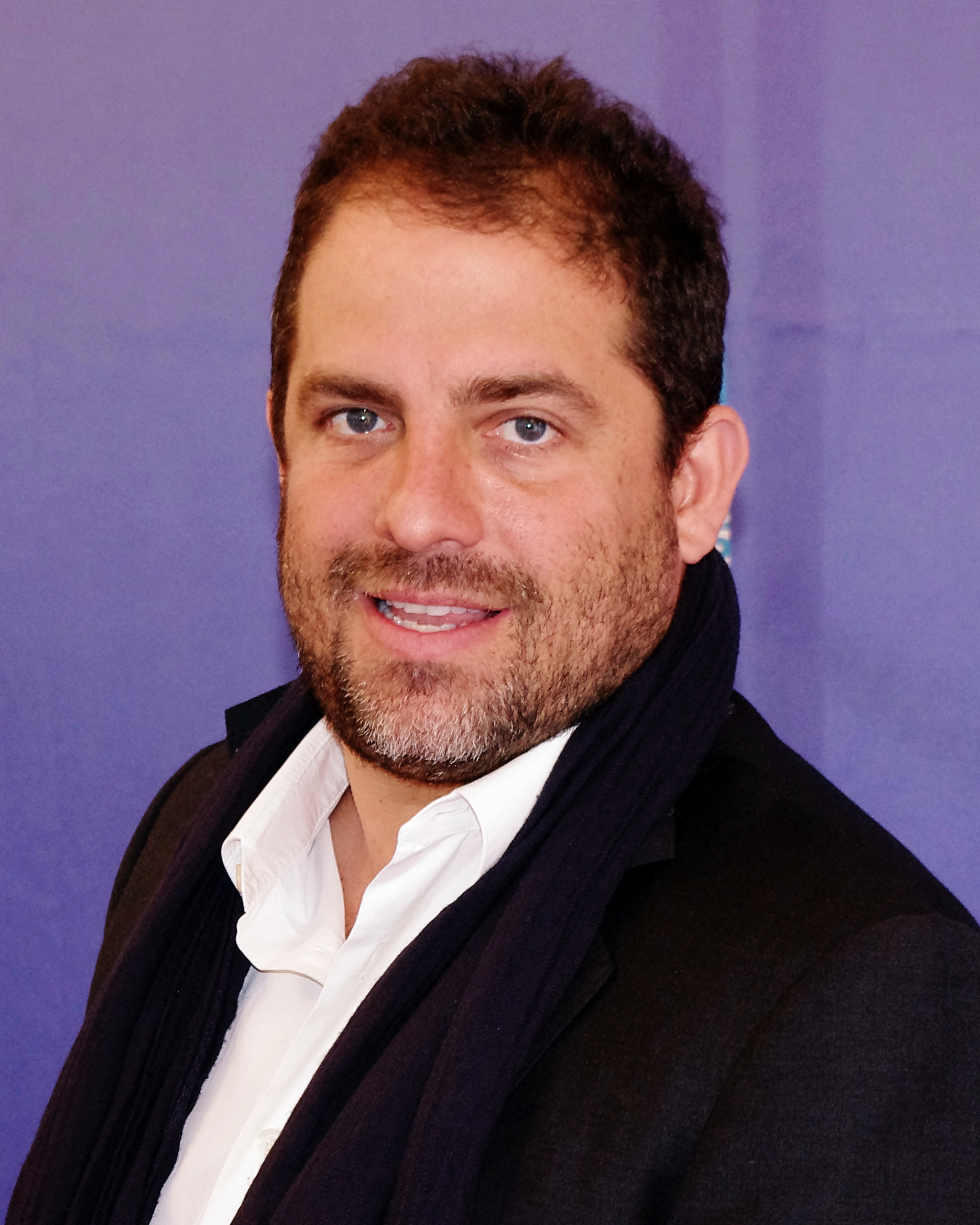
برت رتنر, Worst Director co-winner

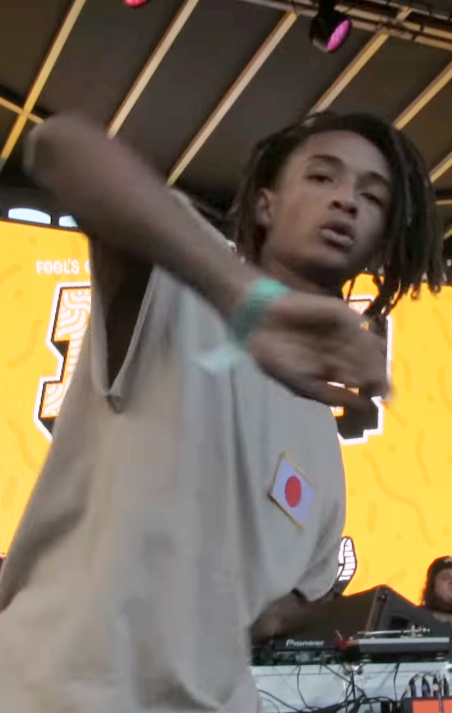
جیدن اسمیت, Worst Actor winner and Worst Screen Combo co-winner

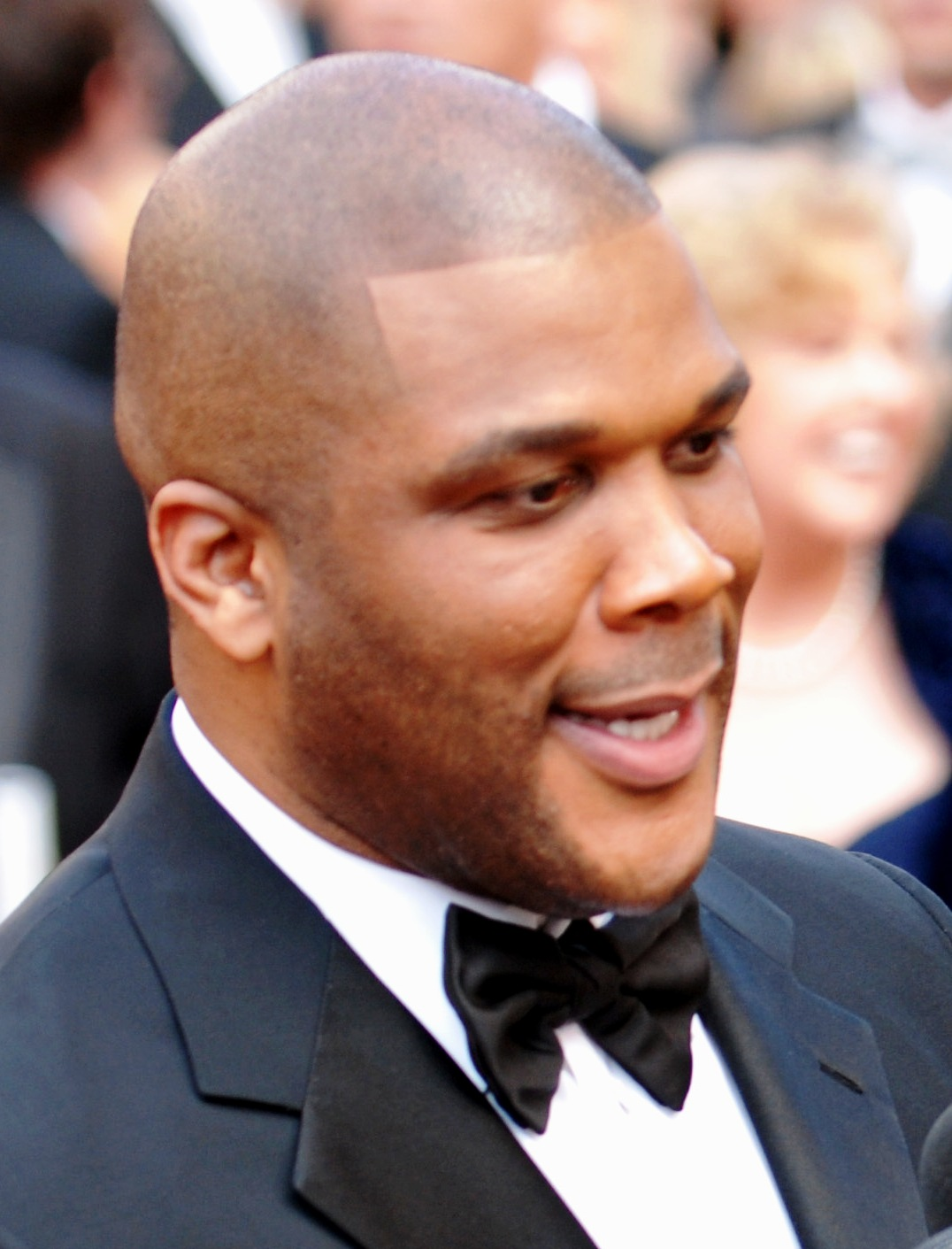
تایلر پری, Worst Actress winner

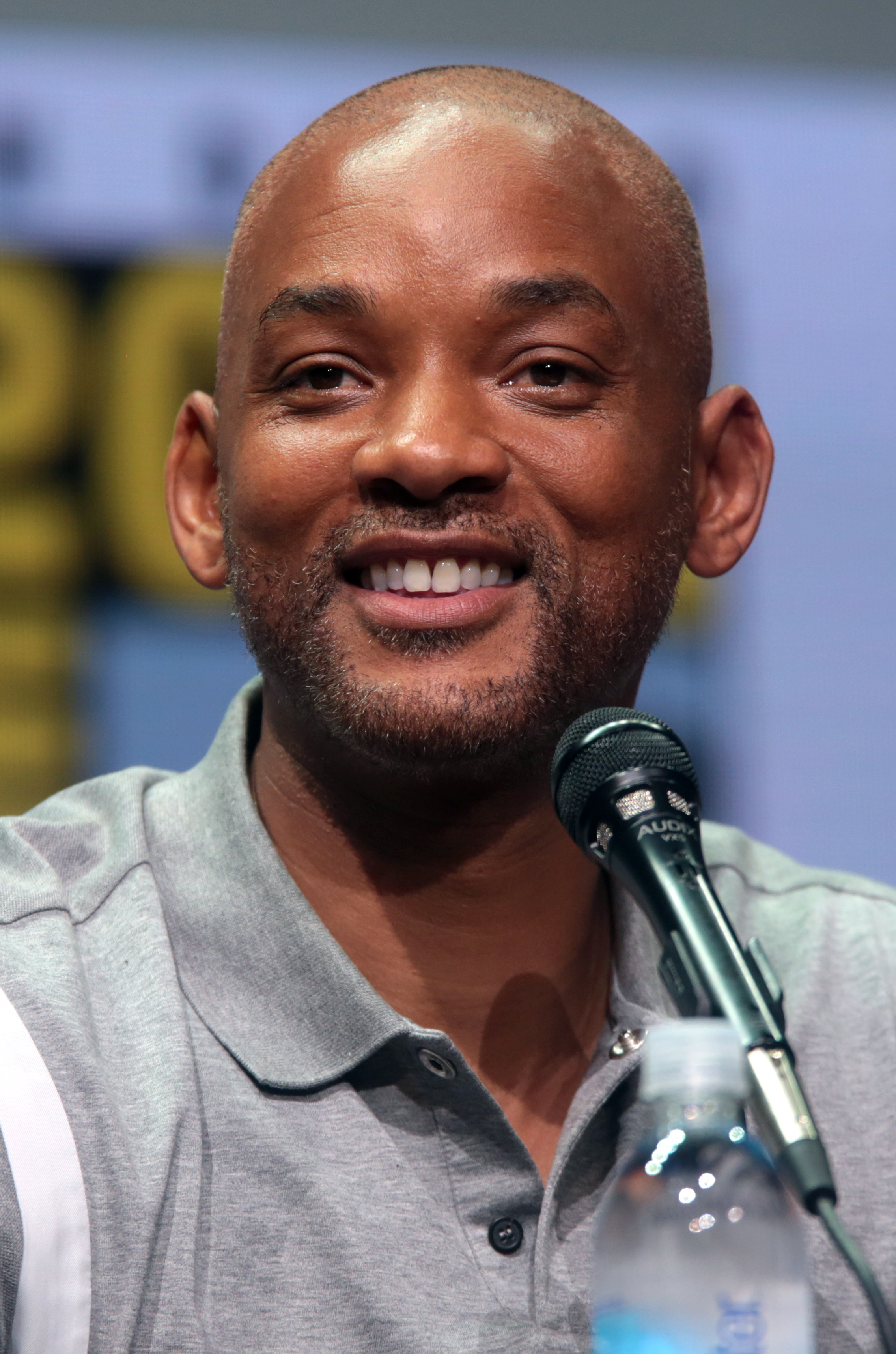
ویل اسمیت, Worst Supporting Actor winner and Worst Screen Combo co-winner

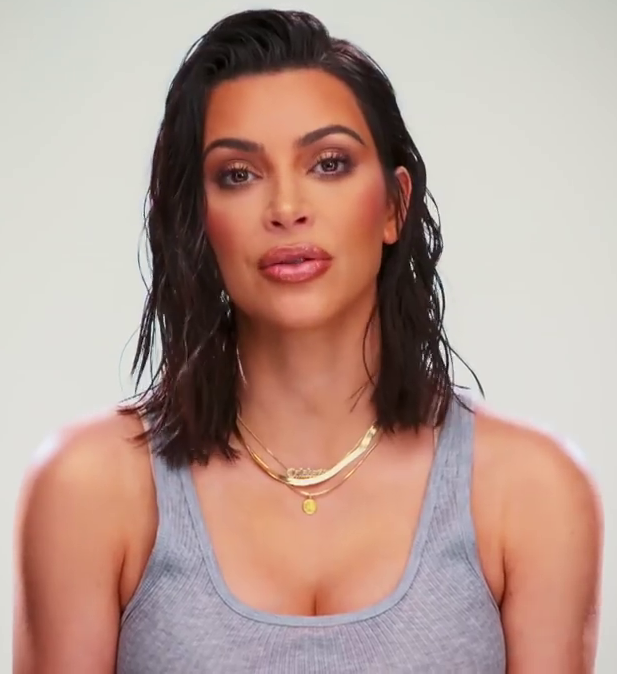
کیم کارداشیان, Worst Supporting Actress winner

| جایزه تمشک طلایی بدترین فیلم - فیلم ۴۳ (Relativity Media) - پس از زمین (کلمبیا پیکچرز) - بزرگ‌شده‌ها ۲ (Columbia) - رنجر تنها (شرکت والت دیزنی) - یک کریسمس مدیایی (لاینزگیت) | Worst Director - الیزابت بنکس, استیون بریل, Steve Carr, Rusty Cundieff, James Duffy, گریفین دان, پیتر فارلی, Patrik Forsberg, Will Graham, جیمز گان, باب ادنکیرک, برت رتنر, and Jonathan van Tulleken for فیلم ۴۳ - دنیس داگن for بزرگ‌شده‌ها ۲ - تایلر پری for یک کریسمس مدیایی and Temptation: Confessions of a Marriage Counselor - ام. نایت شیامالان for پس از زمین - گور وربینسکی for رنجر تنها |
| جایزه تمشک طلایی بدترین بازیگر مرد - جیدن اسمیت in پس از زمین as Kitai Raige - جانی دپ in رنجر تنها as Tonto - اشتون کوچر in جابز as استیو جابز - آدام سندلر in بزرگ‌شده‌ها ۲ as Lenny Feder - سیلوستر استالونه in گلوله به سر, نقشه فرار and مبارزه کینه as James "Bobo" Bonomo, Ray Breslin and Henry "Razor" Sharp (respectively) | جایزه تمشک طلایی بدترین بازیگر زن - تایلر پری in یک کریسمس مدیایی as Madea - هلی بری in تماس and فیلم ۴۳ as Jordan Turner and Emily (respectively) - سلنا گومز in گریز as The Kid - لیندزی لوهان in دره‌های عمیق as Tara - نائومی واتس in دیانا and فیلم ۴۳ as دایانا، شاهدخت ولز and Samantha Miller (respectively)                                                                                |
| جایزه تمشک طلایی بدترین بازیگر مکمل مرد - ویل اسمیت in پس از زمین as Cypher Raige - کریس براون in Battle of the Year as Rooster - لری د کیبل گای in یک کریسمس مدیایی as Buddy - تیلور لاتنر in بزرگ‌شده‌ها ۲ as Frat Boy Andy - نیک اسواردسون in بزرگ‌شده‌ها ۲ and خانه تسخیر شده as Nick Hilliard and Chip the Psychic (respectively) | جایزه تمشک طلایی بدترین بازیگر مکمل زن - کیم کارداشیان in Temptation: Confessions of a Marriage Counselor as Ava - سلما هایک in بزرگ‌شده‌ها ۲ as Roxanne Chase-Feder - کاترین هایگل in عروسی بزرگ as Lyla Griffin - لیدی گاگا in ماچته می‌کشد as Third Face of El Chameleon - لیندزی لوهان (as herself) in کمدی نامناسب and فیلم ترسناک ۵                                                             |
| Worst Screen Combo - جیدن اسمیت and ویل اسمیت on planet Nepotism in پس از زمین - The entire cast of بزرگ‌شده‌ها ۲ - The entire cast of فیلم ۴۳ - لیندزی لوهان and چارلی شین in فیلم ترسناک ۵ - تایلر پری and either لری د کیبل گای or that worn-out wig and dress in یک کریسمس مدیایی | Worst Prequel, Remake, Rip-off or Sequel - رنجر تنها (والت دیزنی پیکچرز) - بزرگ‌شده‌ها ۲ (کلمبیا پیکچرز) - خماری: قسمت سوم (برادران وارنر) - فیلم ترسناک ۵ (دایمنشن فیلمز/واینستین کمپانی) - اسمورف‌ها ۲ (کلمبیا پیکچرز/سونی پیکچرز انیمیشن) |
| Worst Screenplay - فیلم ۴۳ (written by Steve Baker, Ricky Blitt, Will Carlough, Tobias Carlson, Jacob Fleisher, Patrik Forsberg, Will Graham, جیمز گان, Claes Kjellstrom, Jack Kukoda, باب ادنکیرک, Bill O'Malley, Matthew Alec Portenoy, Greg Pritikin, Rocky Russo, اوله ساری, Elizabeth Wleft Shapiro, Jeremy Sosenko, Jonathan van Tulleken and Jonas Wittenmark) - پس از زمین (screenplay by ام. نایت شیامالان and Gary Whitta, story by ویل اسمیت) - بزرگ‌شده‌ها ۲ (screenplay by آدام سندلر, تیم هرلیهی and فرد ولف) - رنجر تنها (screenplay by Justin Haythe, تد الیوت and Terry Rossio, story by Ted Elliott, Terry Rossio and Justin Haythe, based on Lone Ranger by Fran Striker and George W. Trendle) - یک کریسمس مدیایی (written by تایلر پری | |

## Films with multiple nominations
The following five films received multiple nominations:
| Nominations | Film             |
| ----------- | ---------------- |
| 9           | بزرگ‌شده‌ها ۲      |
| 6           | فیلم ۴۳          |
| 6           | یک کریسمس مدیایی |
| 6           | پس از زمین       |
| 5           | رنجر تنها        |